# 伊那鲁单抗
伊那鲁单抗（INN：ianalumab；开发代号：VAY736），或译伊利尤单抗，是一种单克隆抗体，正在被研究用于治疗自身免疫性肝炎、多发性硬化症、寻常型天疱疮、类风湿性关节炎、干燥综合征和系统性红斑狼疮。
该药物由诺华公司开发。2021年，伊那鲁单抗正在进行II/III期试验。2023年6月伊那鲁单抗参与了22项临床试验，其中3项已完成，14项正在进行，1项计划中，4项终止。